# Il segreto del Tibet
Il segreto del Tibet (Werewolf of London) è un film del 1935 diretto da Stuart Walker. È il primo film della Universal sull'Uomo lupo.

## Trama
(Dr.Glendon/Henry Hull)
Wilfred Glendon, un botanico inglese, giunge nel Tibet dove organizza una spedizione alla ricerca di una rarissima pianta (la mariphasa lupina lumina), il cui fiore cresce solo nelle notti di luna piena. Lo trova in una valle desolata, ma durante le sue ricerche Glendon è assalito e morso da un essere misterioso dalle sembianze animalesche. Ritornato a Londra, il botanico trascura gli amici e la moglie Lisa concentrandosi nel tentativo di far fiorire con la luce artificiale la pianta. Viene contattato dal dottor Yogami, che lo prega di fornirgli la rara pianta che curerebbe chi è affetto da licantropia. Glendon non gli dà retta ma, preso a sua volta dal male trasmessogli dallo stesso Yogami in Tibet, durante i periodi di plenilunio si trasforma in un licantropo che uccide ogni notte una nuova vittima. Yogami gli ruba i fiori della pianta per servirsene come cura. Quando Glendon scopre il furto uccide il ladro e, perso ogni controllo, aggredisce la moglie Lisa, fino a che viene ucciso a sua volta dalla polizia.

## Produzione
La pellicola fu inizialmente pensata per Bela Lugosi, che avrebbe dovuto avere il ruolo di Glendon o, in alternativa, quello di Yogami.
Le riprese durarono dal 28 gennaio al 23 febbraio 1935, sforando di ben 36 000 dollari il budget previsto di 11 159 000 dollari.
Le scene ambientate in Tibet, secondo i dati di copyright del film, vennero girate sulle Vasquez Rocks nell'Angeles National Forest.
Henry Hull, all'epoca delle riprese del film nota star di Broadway, rifiutò categoricamente il pesante trucco da uomo lupo ideato da Jack Pierce (poi ripreso nella versione con Chaney Jr. del 1941), e costrinse quindi a un radicale alleggerimento (ricordando di più le fattezze da lupo).
Durante la lavorazione del film, il produttore Carl Laemmle jr. inviò dei suoi impiegati per trovare un titolo adatto al film, promettendo 50 dollari di ricompensa.

## Distribuzione
Il copyright del film, richiesto dalla Universal Pictures Corp., fu registrato il 14 maggio 1935 con il numero LP5543. Distribuito dalla Universal Pictures, il film uscì nelle sale statunitensi il 13 maggio 1935.
In Italia, il film fu distribuito nel 1939, dopo aver ottenuto in marzo il visto di censura.

### Critica
Il film ebbe la cattiva sorte di essere interpretato da due attori e diretto da un regista poco versati nel genere fantastico e di uscire nello stesso anno dell'attesissimo La moglie di Frankenstein.»
(Fantafilm)